# УкрАгроКом (футбольный клуб)
УкрАгроКом — бывший украинский футбольный клуб из села Головковки Александрийского района Кировоградской области. Домашние матчи проводил на стадионе «Головковский» вместимостью 580 зрителей, открытом 12 октября 2008 года. В 2014 году объединён с ПФК «Александрия»

## История
Клуб основан в 2008 году. В том же году выступал во второй группе первенства Кировоградской области. В 2009 году выступал в чемпионате Кировоградской области по футболу.
В мае 2009 года команда завоевала кубок Кировоградской области и тем самым завоевала право выступать в Кубке Украины среди любительских команд. В новом для себя турнире клуб дошел до полуфинала. В чемпионате области 2009 года команда заняла второе место.
В 2010 году клуб во второй раз подряд выиграл кубок области, принимал участие в любительском чемпионате и Кубке Украины. Руководство клуба заявило про намерение выступать во второй лиге чемпионата Украины сезона 2010/11, но клуб не прошел лицензирование. В чемпионате среди любителей не удалось выйти из группы, а в кубке «УкрАгроКом» выбыл на первой стадии, однако завоевал впервые в истории звание чемпиона области.
Сезон 2011 года команда вновь начала с победы в кубке области и участия в любительском чемпионате. В связи с реконструкцией стадиона в Головковке команда проводила матчи на стадионе «Олимп» в Александрии.
20 июня 2011 года решением Центрального Совета ПФЛ команде присвоен профессиональный статус.
В связи с выходом команди в Первую Лигу, домашние матчи проводились в Александрии, на стадионе Ника.
По завершении сезона 2013/14 было принято решение об объединении футбольных клубов «Украгроком» и ПФК «Александрия». Таким образом был создан футбольный клуб «Александрия». Часть игроков и тренерского состава «Украгрокома» вошли в состав созданного клуба

## Достижения
- Серебряный призёр второй лиги (1): 2012/13.
- Чемпион Кировоградской области — 2010.
- Обладатель кубка Кировоградской области — 2009, 2010, 2011.
- Серебряный призёр чемпионата области — 2009.
- Бронзовый призёр чемпионата области — 2008.